# Suure-Jaani
Suure-Jaani är en ort i Estland. Den ligger i Suure-Jaani kommun och landskapet Viljandimaa, i den centrala delen av landet, 110 km söder om huvudstaden Tallinn. Suure-Jaani ligger 78 meter över havet och antalet invånare är 1 254.
Terrängen runt Suure-Jaani är platt. Runt Suure-Jaani är det glesbefolkat, med 16 invånare per kvadratkilometer. Närmaste större samhälle är Võhma, 11,2 km norr om Suure-Jaani. I omgivningarna runt Suure-Jaani växer i huvudsak blandskog.